# HarmonyOS NEXT
HarmonyOS NEXT（又称原生鸿蒙、纯血鸿蒙、鸿蒙星河版），官方正式上线作为鸿蒙操作系统5发布，其为鸿蒙操作系统的一个主要升级版本，使用自主设计的鸿蒙微内核，去除Linux内核，并且仅支持鸿蒙系统的原生应用程序。据称该版本不包含Android的AOSP核心，所以不可与Android应用程序兼容。但用户仍可通过“卓易通应用商店（是否有官方背景不明）”，下载运行Android应用程序，以及“出境易”等基于容器虛擬化实现的兼容框架，使用海外app進行支付與使用各種服務。該作業系統還有推出桌面版本。

## 历史
2023年8月4日，华为在HDC 2023上发布了HarmonyOS NEXT的开发者预览版本。该版本已于8月向合作企业开发者开放，公测版于2024年10月8日发布。10月22日，华为正式发布鸿蒙星河版，已有超过15,000的原生应用和元服务上架，覆盖18个行业。2024年1月15日，华为开启面向个人开发者的HarmonyOS NEXT开发者预览版beta测试招募活动，首批适配机型仅支持Mate 60/60 Pro、Mate X5。
根据拿到搭载NEXT版本工程机的开发者判断，HarmonyOS NEXT开发者预览版本依然使用Linux内核，基于OpenHarmony开发，但去除了AOSP框架，使系统减少40%冗余代码，这也意味该系统版本原生將會不可兼容Android应用软件。
2024年1月18日，华为在鸿蒙生态“千帆启航”启动仪式上正式将HarmonyOS NEXT版本的中文名确定为鸿蒙星河版。同时还宣布开发者预览版于该日开放申请。后续计划于2024年Q2进行开发者beta测试，2024年Q4正式商用。
2024年6月21日，华为在HDC 2024上发布了HarmonyOS NEXT的开发者beta版本。并计划于2024年8月开启消费者beta版本测试，2024年Q4于mate70系列上正式首发商用，2025年支持更多机型升级HarmonyOS NEXT系统。
2024年7月，华为宣称，准备于2024年内将中国大陆市场的99%智能手机會用到的应用，迁移到鸿蒙系统星河版本上，但在海外市场，现阶段仍然维持以AOSP开源系统打造的版本，可以兼容Android应用。
2024年10月22日“原生鸿蒙之夜暨华为全场景新品发布会”上，华为正式发布HarmonyOS NEXT（版本号5.0，即鸿蒙操作系统5）。
2024年11月26日，华为宣布Mate 70系列同时发售兼容AOSP系统版本与鸿蒙NEXT先锋版本，并宣布华为将于2025年全面转向HarmonyOS NEXT，此后发布的新品均会搭载鸿蒙星河版。
2025年3月20日，华为举办Pura先锋盛典，发布Pura X，为首款出厂搭载鸿蒙NEXT正式版（版本号5.0.1）的手机。
2025年5月8日，搭载鸿蒙操作系统5的鸿蒙电脑在深圳举行的鸿蒙电脑技术与生态沟通会上亮相。据人民日报报道，鸿蒙电脑的研发历经五年布局，汇聚了上万名工程师，联合了20多家研究所共同攻关。6月6日，两款鸿蒙电脑正式开售。
2025年6月11日，华为发布Pura 80系列，出厂搭载鸿蒙操作系统5.1。隨著5.1系統推送，华为同步開啟了“鸿蒙有礼”活動，更新到該版本系統後每日签到可獲隨機現金紅包，以及WPS、嗶哩嗶哩等多款應用的VIP等獎勵。
2025年6月20日，华为在HDC 2025上宣布鸿蒙NEXT的第二个大版本鸿蒙操作系统6，并启动开发者beta。

## 装置支持
| HarmonyOS NEXT支持机型 | HarmonyOS NEXT支持机型                                  |
| ---------------------- | ------------------------------------------------------- |
| 华为Mate系列           | Mate X5、Mate X6、Mate 60系列、Mate 70系列、Mate XT系列 |
| 华为Pura系列           | Pura 70系列、Pura 80系列、Pura X                        |
| 华为nova系列           | nova12系列、nova13系列、nova14系列、nova Flip           |
| 华为Pocket系列         | Pocket 2系列                                            |

#### 平板
- 华为MatePad Pro 13.2英寸、华为MatePad Pro 13.2英寸 典藏版、华为MatePad Pro 11英寸 2024、华为MatePad Pro 12.2英寸、华为MatePad Air 12英寸、华为MatePad Pro 11.5S

#### 手表
- 华为WATCH ULTIMATE、华为WATCH ULTIMATE DESIGN、华为WATCH GT4、华为WATCH5、华为WATCH D2、华为WATCH GT5、华为WATCH Fit4/Fit4Pro

#### 耳机
- 华为Freebuds Pro 3、华为FreeClip、华为FreeBuds5、华为FreeBuds6、华为FreeBuds Pro 4、华为FreeArc、华为FreeBuds 6i

#### 电脑
- 华为MateBook Pro、华为MateBook Fold非凡大师

#### 其它
- 华为智慧眼镜2

## 技术架构

鸿蒙NEXT架构

HongMeng Kernel是华为自2023年8月以来开发的闭源操作系统内核，取代了以前使用AOSP兼容层、Linux 内核和LiteOS内核的版本。

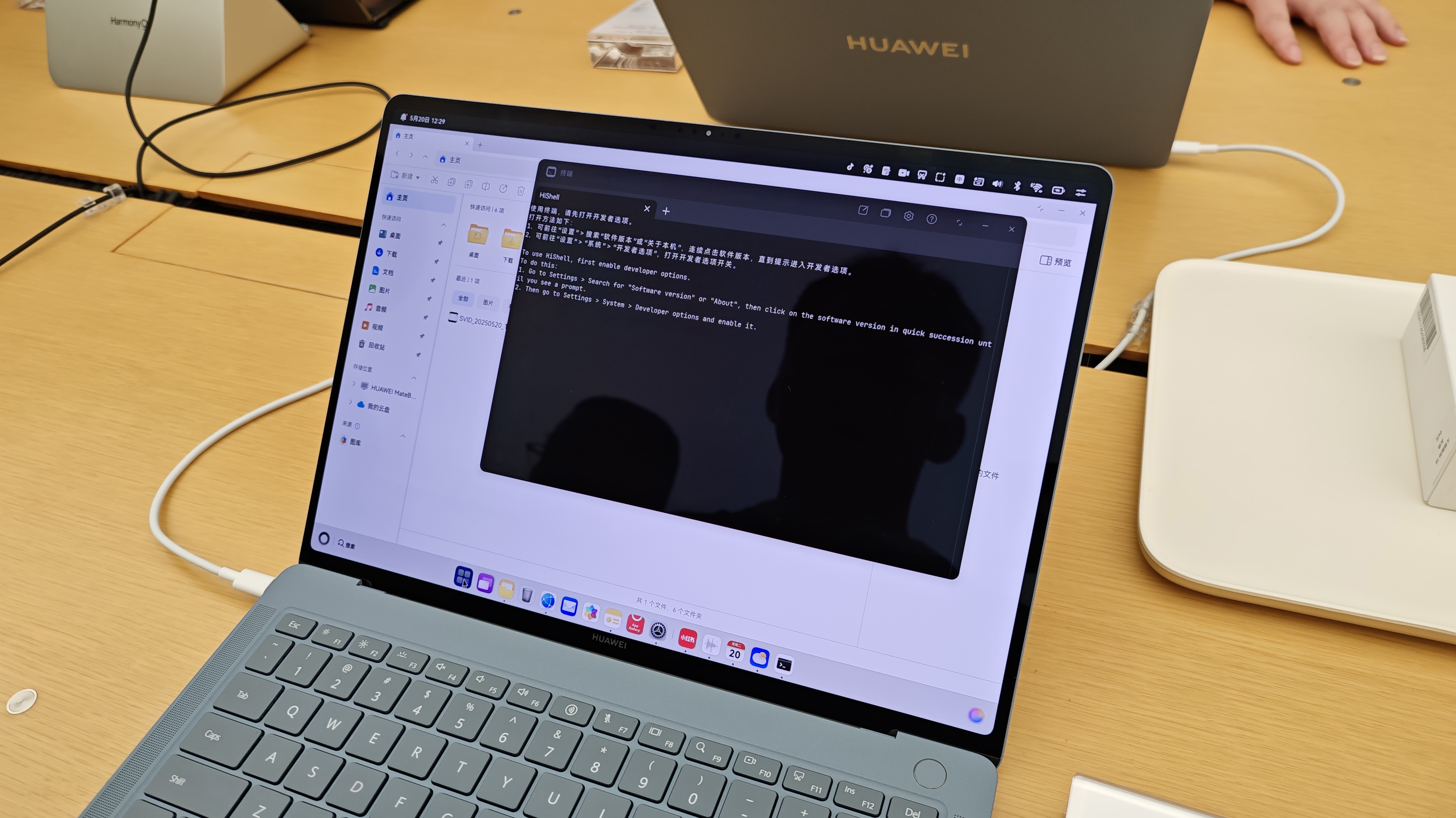
鸿蒙PC上的终端

## 反响

### 政治意义
中國雖然有不少開源式或是訂製的國產作業系統，但在安裝規模、使用者方便性與完整自研生態的尚屬少見，中国科学院科技战略咨询研究院院长潘教峰称，鸿蒙星河版“实现了从内核到数据库、编程语言、开发环境全链条全过程完全自主研发”，对数字经济发展和中国数字化转型意义重大。
大公网评论称，纯血鸿蒙在实质上打破了美国长达数十年的技术垄断，向世界展现中国将坚定不移地走自主创新之路。

### 应用适配
鸿蒙星河版于2024年10月对公众开放测试，部分应用的体验比之前的版本流畅，但有些应用有时候会卡顿甚至闪退，因此部分应用厂商对用户发出审慎升级的提示。上海半导体分析师李通宇称，从表面上看，华为获得了很多开发者适配，但实际上这些应用程序大多是demo版本，仅有基础核心功能。
台湾半导体产业观察家、南台科技大学朱岳中助理教授称，鸿蒙虽摆脱了安卓原始码，但其能有多少对应的应用程序数量仍是个问题。21世纪经济报道称，仍有许多长尾应用没有迁移适配。
2025年5月，《新华日报》记者尝试搭载HarmonyOS NEXT的鸿蒙电脑后发现其虽适配超1000款应用，但仍缺少专业软件生态和硬件兼容性。2025年7月，有网友將展示机的壁纸换成《BanG Dream! Ave Mujica》的台词梗图「全都不能用」，以此嘲讽其无法运行常见的专业软件或游戏。

### 生态推广
卓薇安称，虽有苹果依託緊密的生產力使用群體作为商業成功的先例，但对于习惯开放式安卓生态系统的开发者来说，鸿蒙的封闭模式挑战很大；同时鸿蒙扩大到全球市场也很困难。大公网评论则称，华为积极与全球开发者和合作伙伴合作，为鸿蒙的全球化发展奠定了基础。

## 参閱
- OpenHarmony
- 鸿蒙操作系统
- 分布式操作系统
- 移动操作系统比较